# Justin De Fratus
Justin De Fratus (né le 21 octobre 1987 à Ventura, Californie, États-Unis) est un lanceur de relève droitier de la Ligue majeure de baseball. 

## Carrière

### Phillies de Philadelphie
Justin De Fratus est drafté par les Phillies de Philadelphie au 11e tour de sélection en 2007.
Il fait ses débuts dans le baseball majeur avec les Phillies le 18 septembre 2011. Il effectue cinq sorties en relève pour Philadelphie en fin de saison 2011 et maintient une moyenne de points mérités de 2,25 en quatre manches lancées. Lançant en manches supplémentaires lors du dernier match de la saison régulière, il remporte le 28 septembre sa première victoire en carrière, sur les Braves d'Atlanta.
En 2014, il connaît une excellente saison pour les Phillies avec une moyenne de points mérités de 2,39 en 52 manches et deux tiers lancées lors de 54 sorties en relève. En revanche, pour le club de dernière place de Philadelphie en 2015, il voit sa moyenne gonfler à 5,51 en 80 manches lancées lors de 61 apparitions au monticule.

### Mariners de Seattle
Le 2 décembre 2015, il signe un contrat d'un an avec les Mariners de Seattle.